# 柴維梓
柴維梓（？年—？年），字？，省府縣人，畢業於山西西學專齋，宣統三年進士。

## 生平
- 光緒三十二年，於山西西學專齋第二期畢業，取列中等，准作舉人[1]。
- 宣統三年，經學部考試得63.04分，列中等[2]，四月丁酉引見山西西學專齋畢業生。得旨：考列優等之仇元璹、成元治、劉學聖、考列中等之左儒、武講、郭元章、孫晉祺、趙魁元、池莊、李蔭鍾、常克勳、解雲輅、曾紀春、米佩棻、侯德旺、張景良、葛尚功、柴維梓、孫鴻業均著赏给进士出身。
- 民國2年(1913年)9月28日，任山西河東觀察使署教育科長[3]。
- 民國3年(1914年)1月14日，辭職山西河東觀察使署教育科長[4][5]。
- 民國6年(1917年)，靈武縣知事余鼎銘在吳忠堡民生街文廟創辦吳忠鎮高、初兩級學校，亦稱靈武縣第二高級小學，柴維梓任校長[6]。
- 民國7年（1918年），中華民國第二屆國會參議員選舉中央選舉會第一部選舉人[7]。